# Сюдмак (Щиценський повіт)
Сюдмак (пол. Siódmak, нім. Schodmack) — село в Польщі, у гміні Щитно Щиценського повіту Вармінсько-Мазурського воєводства.
Населення — 146 осіб (2011).

## Демографія
Демографічна структура станом на 31 березня 2011 року:
|          | Загалом | Допрацездатний вік | Працездатний вік | Постпрацездатний вік |
| -------- | ------- | ------------------ | ---------------- | -------------------- |
| Чоловіки | 79      | 24                 | 52               | 3                    |
| Жінки    | 67      | 14                 | 44               | 9                    |
| Разом    | 146     | 38                 | 96               | 12                   |